# التمرد الشيوعي في ساراواك
حدث التمرد الشيوعي في ساراواك في ماليزيا بين عامي 1962 و 1990، وكان طرفاه الحزب الشيوعي في كالمنتان الشمالية والحكومة الماليزية. وكان هذا التمرد واحدًا من تمردين شيوعيين لتحدي الاستعمار البريطاني السابق في ماليزيا خلال الحرب الباردة. وكما حصل سابقًا  أثناء الطوارئ المالايوية (1948-1960)، كان أغلب المتمردين الشيوعيين في ساراواك من أصول صينية، وقد ناهضوا الحكم البريطاني على ساراواك، وعارضوا بعد ذلك اندماج الدولة في اتحاد ماليزيا المنشأ حديثًا. اندلعت حركة التمرد متأثرة بثورة بروناي عام 1962 التي حرضها حزب شعب بروناي اليساري لمعارضة مقترح تشكيل ماليزيا.
دعمت إندونيسيا المتمردين الشيوعيين في ساراواك حتى عام 1965 حين تولّى السلطة الرئيس الموالي للغرب سوهارتو وأنهى المواجهة الإندونيسية الماليزية. خلال تلك الفترة أسس التشكيلان العسكريان الأساسيان للحزب الشيوعي في كالمنتان الشمالية وهما: قوات حرب العصابات الشعبية في ساراواك (إس بي جي إف) وجيش كالمنتان الشمالية الشعبي (إن كيه بّي إيه). وعقب انتهاء المواجهة الإندونيسية الماليزية، تعاونت القوات الإندونيسية مع الماليزيين في العمليات ضد المتمردين الذين كانوا حلفاء لهم في السابق.
أُسس الحزب الشيوعي في كالمنتان الشمالية بشكل رسمي في مارس 1970 من عبر دمج عدة مجموعات شيوعية ويسارية في ساراواك، بينها رابطة تحرير ساراواك (إس إل إل) ورابطة شباب ساراواك التقدمي (إس إيه واي إيه) وجيش كالمنتان الشمالية الشعبي. أنشأت الحكومة الاتحادية الماليزية –في رد على التمرد- العديد من «المناطق الخاضعة للسيطرة» على طول طريق كوتشينغ سيريان في إقليمي ساراواك الأول والثالث في عام 1965. وقد تمكن رئيس وزراء ساراواك عبد الرحمن يعقوب أيضًا من إقناع العديد من متمردي جيش كالمنتان الشمالية الشعبي بالدخول في مفاوضات سلام وإلقاء أسلحتهم بين عامي 1973 و 1974. في أعقاب محادثات السلام الناجحة بين الحكومة الماليزية والحزب الشيوعي الملايوي في عام 1989، وقع من تبقى من متمردي الحزب الشيوعي في كالمنتان الشمالية اتفاقية سلام في 17 أكتوبر 1990، ما أنهى التمرد بشكل رسمي.

## التاريخ

### خلفية
إلى جانب التمرد الشيوعي في شبه جزيرة ماليزيا، اندلع تمرد ثانٍ في ساراواك، إحدى ولايات بورنيو في ماليزيا. هيمنت على منظمة ساراواك الشيوعية (إس سي أو) أو المنظمة السرية الشيوعية (سي سي أو) غالبية من أصول صينية، ولكن ضمت أيضًا مؤيدين من الداياك. بكل الأحوال، حظيت منظمة ساراواك الشيوعية بدعم قليل من عرقية الملايو وبقية الأعراق الأصلية في ساراواك. وبلغ عدد أعضاء منظمة ساراواك الشيوعية 24 ألفًا في أوجها، خلال الأربعينيات من القرن العشرين انتشرت الماوية في المدارس الصينية العامية في ساراواك. وبعد الحرب العالمية الثانية، اخترق النفوذ الشيوعي أيضًا الحركة العمالية والنقابات ووسائل الإعلام الناطقة باللغة الصينية وحزب ساراواك الشعبي الموحد الذي تشكله أغلبية صينية، وهو الحزب السياسي الأول في الولاية، وقد تأسس في يونيو 1959.
هدفت الشيوعية في ساراواك إلى تحقيق الحكم الذاتي والاستقلال عن الاستعمار وإنشاء مجتمع شيوعي. عملت المنظمة الشيوعية عبر منظمات شرعية وسرية لنشر الإيديولوجية الشيوعية. كان تكتيكهم هو تأسيس «جبهة موحدة» مع المجموعات اليسارية الأخرى والمعادية للاستعمار في ساراواك لأجل الاستقلال عن الحكم البريطاني. وفقًا للمؤرخ الأسترالي فيرنون ل. بوريت: مثلت أول عملية معروفة لمنظمة ساراواك الشيوعية هجومًا على سوق باتو كيتانغ في 5 أغسطس 1952. ورداً على ذلك الهجوم فقد وافقت حكومة ساراواك الاستعمارية على المزيد من التمويل؛ للتدابير الأمنية وتعزيز قوات الأمن وسن تشريعات للتعامل مع الأمن الداخلي. عارض الشيوعيون في ساراواك تشكيل اتحاد ماليزيا أيضًا، وشاركهم في ذلك الحزب الشيوعي الإندونيسي، وأ. م. أزهري وحزب شعب بروناي وحزب ساراواك الشعبي الموحد.

### ثورة بروناي
وفقًا للمؤرخين شياه بون كهينغ وفيرنون ل. بوريت فقد بدأ تمرد سراواك رسميًا بعد تمرد بروناي في ديسمبر عام 1962. كانت ثورة بروناي ثورة فاشلة ضد البريطانيين من قبل أ. م. أزهري وحزب شعب بروناي وجناحه العسكري، بالإضافة لجيش كالمنتان الشمالية الوطني الذين عارضوا قيام الاتحاد الماليزي، وأرادوا إنشاء دولة بورنيو الشمالية التي تتألف من بروناي وساراواك وشمال بورنيو. ووفقًا لبوريت كان قادة منظمة ساراواك الشيوعية -وين مينغ تشايوان وبونغ كي تشوك- على علم بالتمرد المخطط له من قبل أ. م. أزهري، لكنهم كانوا مترددين في البداية في اللجوء إلى حرب العصابات بسبب وجودهم الضعيف في إقليمي ساراواك الرابع والخامس الذين كانا ملاصقين لبروني. في ديسمبر 1962، كانت منظمة ساراواك الشيوعية ما تزال تفتقر إلى جناح عسكري ولم يخضع أعضاؤها للتدريب العسكري بعد. في أعقاب ثورة بروناي تحولت منظمة ساراواك الشيوعية إلى سياسة تمرد المسلح في يناير 1963؛ لأن هزيمة متمردي بروناي حرمتها من مصدر للأسلحة. قاتلت منظمة ساراواك الشيوعية إلى جانب قوات جيش كالمنتان الشمالية الوطني والقوات الإندونيسية خلال المواجهة بين إندونيسيا وماليزيا (1963-1966).
عقب ثورة بروناي أطلقت السلطات البريطانية في بورنيو البريطانية -بالتعاون مع الفرع الماليزي الخاص (وكالة استخبارات متصلة بالشرطة الماليزية الملكية)- حملة لقمع الشيوعيين المشتبه بهم في ساراواك، ما دفع نحو 700-800 شاب صيني إلى الفرار إلى كالمنتان الإندونيسية. حيث تلقى هؤلاء الشيوعيون تدريبات عسكرية في المعسكرات الإندونيسية. في ذلك الوقت كان الرئيس سوكارنو مؤيدًا للشيوعية ومعاديًا للغرب.
عارض الشيوعيون في ساراواك قيام اتحاد ماليزيا، وعارضه سوكارنو والحزب الشيوعي الإندونيسي، واعتبروا تشكيل الاتحاد الماليزي حديثًا «مؤامرة استعمارية جديدة»، ودعموا توحيد جميع الأراضي البريطانية السابقة في بورنيو لإنشاء دولة يسارية مستقلة في كالمنتان الشمالية. وفقًا للجندي والكاتب البريطاني السابق ويل فاولر، كانت تخطط ما تسمى بـ«المنظمة الشيوعية السرية» لشن هجمات على مراكز الشرطة وكمائن لقوات الأمن، بموازاة التكتيكات المماثلة التي استخدمها جيش التحرير الوطني الماليزي أثناء الطوارئ المالايوية.

### المواجهة الإندونيسية
بسبب عداء حكومة سوكارنو لبريطانيا وماليزيا، استخدمت منظمة ساراواك الشيوعية كالمنتان الإندونيسية قاعدةً لبناء قوة حرب العصابات. حيث سيشكل المنفيون الشيوعيون في إندونيسيا جوهر مجموعتي حرب العصابات في كالمنتان الشمالية: قوات حرب العصابات الشعبية في ساراواك وجيش كالمنتان الشمالية الشعبي. وشُكلت قوات حرب العصابات الشعبية في ساراواك في 30 مارس 1964 في جبل أسوانسانغ في كالمنتان الغربية بمساعدة من وزارة الخارجية الإندونيسية. تضمنت قيادة قوات حرب العصابات الشعبية في ساراواك كلًّا من وين مينغ تشايوان وبونغ كي تشوك ويانغ تشو تشونغ. وفقًا لكونبوي بلغ عدد أفراد «بّي جي آر إس» نحو 800، وكان مقرها في كالمنتان الغربية في باتو هيتام، مع وحدة تبلغ 120 شخصًا من وكالة الاستخبارات الإندونيسية وكادر صغير مدرب في الصين. وكان الحزب الشيوعي الإندونيسي حاضرًا أيضًا بقيادة الثوري سفيان من الإثنية العربية.
شنت قوات حرب العصابات الشعبية بعض الغارات على ساراواك، لكنها قضت وقتًا أطول في تطوير أنصارها في ساراواك. لم توافق القوات المسلحة الإندونيسية على الطبيعة اليسارية لهذه القوات وتجنبتها عمومًا.
في الوقت نفسه شكّل بونغ كي تشوك جيشَ كالمنتان الشمالية الشعبي بالقرب من نهر ميلاوي في كالمنتان الغربية بمساعدة بّي كي أي (الحزب الشيوعي الإندونيسي) في 26 أكتوبر 1965. في حين عملت قوات حرب العصابات تحت قيادة يانغ في غرب ساراواك، عمل جيش كالمنتان الشمالية الشعبي في شرق ساراواك. وكانت قيادة هذا الجيش بدايةً للام واه كواي، الذي خلفه بونغ كي تشوك.
كان الإندونيسيون يخططون لاستخدام الشيوعيين في ساراواك واجهةً أصلية لعملياتهم خلال المواجهة الإندونيسية الماليزية. لدعم هذه الحيلة أطلقوا اسم المنظمة على جيش كالمنتان الشمالية الوطني، لربط الحزب الشيوعي في ساراواك بمتمردي بروناي الأصليين. وبينما تضمنت الهجمات الأولى أعضاء من الحزب، كان يقودهم في الغالب ضباط إندونيسيون منتظمون أو ضباط صف من قوات الكوماندوس البحرية وقوات كوماندوس تابعة للجيش والقوات الجوية المظليين. في أعقاب محاولة انقلاب قامت بها عناصر موالية للحزب الشيوعي الإندونيسي في الجيش الإندونيسي في أكتوبر 1965، تولى الجنرال سوهارتو السلطة، وقام بإبادة ضد الشيوعيين. فجأة فقد شيوعيو ساراواك ملاذهم الآمن وتعاون الجيش الإندونيسي في وقت لاحق مع الماليزيين في عمليات مكافحة التمرد ضد حلفائهم السابقين. ووفقًا لبوريت رافقت الإبادة الإندونيسية ضد الشيوعيين مذابح استهدفت إثنية الصينيين الإندونيسيين في كالمنتان الغربية بقيادة الداياك، وتلقت دعمًا ضمنيًا من السلطات الإندونيسية.